# Eustrotia ochra
Eustrotia ochra là một loài bướm đêm trong họ Noctuidae.